# 600. pehotna divizija (Wehrmacht)
600. pehotna divizija (izvirno nemško 600. Infanterie-Division; kratica 600ID) je bila pehotna divizija Heera v času druge svetovne vojne.

## Zgodovina
Divizija je bila ustanovljena 1. decembra 1944 v 5. vojaškem okrožju kot prva divizija Ruske osvobodilne armade. 

## Vojna služba
| Datum         | Delovanje       | Korpus            | Armada    | Armadna skupina       | Področje  |
| december 1944 | v ustanavljanju |                   |           |                       | Münsingen |
| januar 1945   | v ustanavljanju |                   |           |                       | Münsingen |
| april 1945    |                 | za posebne naloge | 9. armada | Armadna skupina Visla | Odra      |

## Organizacija
- 1601. grenadirski polk
- 1602. grenadirski polk
- 1603. grenadirski polk
- 1600. artilerijski polk
- 1600. inženirski bataljon
- 1600. divizijske enote

## Pripadniki
Divizijski poveljniki
| 1. | Generalmajor Sergej Bunijačenko |  | (december 1944 – maj 1945) |